# Hod za život (Washington)
Hod za život (eng. March for life), mirovljubivi hod koji je svake godine održava na 22. siječnja u Washingtonu, glavnomu gradu Sjedinjenih Država, na obljetnicu sudskoga procesa Roe protiv Wade, koji je ozakonio pobačaj u SAD-u. Kako je prvi hod održan već sljedeće godine na isti dan, to je najstarije redovito godišnje okupljanje pokreta za život u SAD-u, ali i jedno od najmasovnijih okupljanja uopće s prosječno i do 500 000 sudionika.
Hod za život pokrenula je pravnica i pro-life aktivistica Nellie Jane Gray, koja je i organizatorica prvoga Hoda 22. siječnja 1974. ispred Kapitola, na kojemu se okupilo 20 000 ljudi. Već sljedeće godine na Hodu je sudjelovalo 50 000 sudionika, čiji se broj udvostručio krajem sedamdesetih i nastavio rasti, pa je 1998. na Hodu sudjelovalo 225 000 Amerikanaca. Godine 2013. na Hodu je sudjelovalo 650 000 ljudi. Redovito više od polovicu sudionika čine studenti i radnička mladež, okupljeni u molitvenim, crkvenim i drugim zajednicama.
Američki predsjednik Ronald Reagan prvi je predsjednik SAD-a koji je podržao Hod za život telefonskim obraćanjem 1987. godine, kada su ostale upamćene riječi senatora Jessija Helmsa koji je pobačaj nazvao „Američkim Holokaustom”. Prosvjednike je telefonskom vezom podržao i predsjednik George W. Bush 2003. godine, što je isto učinio i predsjednik Donald Trump izravnom satelitskom videovezom petnaest godina kasnije. Godinu dana ranije, na Hodu 2017. godine, prvi put sudjelovao je jedan potpredsjednik SAD-a, Mike Pence, zajedno sa savjetnicom predsjednika Trumpa Kellyanne Conway te brojne osobe iz javnog života, među kojima i hokejaš Ben Watson te meksička glumica Karyme Lozano, koja je također bila jedna od govornica. Četiri dana nakon prisezanja na dužnost, potpredsjednik J. D. Vance sudjelovao je na 52. Hodu 2025. i bio jedan od govornika, među kojima su bili i predsjednik Zastupničkog doma Mike Johnson, senator John Thune, flordiski guverner Ron DeSantis i ini.
Hod podupiru Katolička Crkva, pravoslavci, pripadnici različitih protestanstskih denominacija te pojedini ateisti i agnostici. Prema istraživanju Medijskoga istraživačkog centra SAD-a, u usporednoj analizi sa slično posjećenim Ženskim maršem 2017. godine otkriveno je kako je Ženski marš bio 129 puta više pokriveniji u najvećim televizijskim medijima poput ABC-a, CBS-a i NBC-a s projsečnom pokrivenosti od 75 minuta naspram prosječno 35 sekundi koliko je u tim medijima dobio Hod za život.